# Ментц (Нью-Йорк)
Ментц (англ. Mentz) — місто (англ. town) в США, в окрузі Каюга штату Нью-Йорк. Населення — 2114 особи (2020).

## Демографія
Згідно з переписом 2010 року, у місті мешкало 2378 осіб у 933 домогосподарствах у складі 647 родин. Було 1018 помешкань
Расовий склад населення:
| - 96,2 % — білих - 1,0 % — чорних або афроамериканців - 0,2 % — корінних американців - 0,1 % — азіатів |

До двох чи більше рас належало 1,9 %. Частка іспаномовних становила 1,7 % від усіх жителів.
За віковим діапазоном населення розподілялося таким чином: 23,3 % — особи молодші 18 років, 62,4 % — особи у віці 18—64 років, 14,3 % — особи у віці 65 років та старші. Медіана віку мешканця становила 40,5 року. На 100 осіб жіночої статі у місті припадало 95,6 чоловіків;  на 100 жінок у віці від 18 років та старших — 96,7 чоловіків також старших 18 років.
Середній дохід на одне домашнє господарство  становив 57 201 долар США (медіана — 53 289), а середній дохід на одну сім'ю — 61 162 долари (медіана — 56 528). Медіана доходів становила 41 875 доларів для чоловіків та 31 524 долари для жінок. За межею бідності перебувало 10,8 % осіб, у тому числі 16,7 % дітей у віці до 18 років та 5,3 % осіб у віці 65 років та старших.
Цивільне працевлаштоване населення становило 1247 осіб. Основні галузі зайнятості: виробництво — 18,0 %, освіта, охорона здоров'я та соціальна допомога — 18,0 %, роздрібна торгівля — 14,3 %.